# Ɗ
Ɗ ، ɗ یک حرف الفبای لاتین است. ɗ در الفبای آوانگاری بین‌المللی نشان‌دهندهٔ هم‌خوان دندانی واک‌دار یا مکیده لثوی واک‌دار است. این نویسه در برخی زبان‌های آفریقایی مانند فولا و هوسه مرود استفده بوده‌است.